# Maidan Kopîșcenskîi, Olevsk
Maidan Kopîșcenskîi (în ucraineană Майдан Копищенський) este un sat în comuna Kopîșce din raionul Olevsk, regiunea Jîtomîr, Ucraina.

## Demografie
Componența lingvistică a localității Maidan Kopîșcenskîi
     Ucraineană (96,63%)
     Belarusă (2,25%)
     Rusă (1,12%)
Conform recensământului din 2001, majoritatea populației localității Maidan Kopîșcenskîi era vorbitoare de ucraineană (96,63%), existând în minoritate și vorbitori de belarusă (2,25%) și rusă (1,12%).